# Штитково
Штитково је насеље у Србији у општини Нова Варош у Златиборском округу. Према попису из 2022. било је 62 становника.
Штитково је због својих природних лепота историјског, културног и верског наслеђа већ дуги низ година етно-село. Надморска висина Штиткова износи 1249 на највишим врховима.
Становници села Штитково оријентисани су углавном на примарну пољопривредну делатност као основни извор прихода. Свих 42 домаћинства у селу имају прикључак електричне енергије у зимском периду због снежних падавина долази до повремених прекида у снадбевању. Село има и локални асфалтни пут у дужнини од 27 километара. Локални путеви који воде од домаћинстава су сезонски проходни и релативно функционални. Снадбевање водом посебно је решено за свако домаћинство услед непостојања централног водоводног система. Проблем отпадних вода решен је системом септичких јама које су овде неопходне због интезивног бављења пољопривредом. На целој територији села доступан је сигнал мобилне телефоније.

## Историја
У селу се налази Црква Благовештења, поред које се налазила стара школа и сеоско гробље крајем 19. века. Овде је као свештеник службовао Чедомир Чакаревић (1870-1954) који је са 17 година постао први учитељ у илегално отвореној школи у селу. Поред цркве у центру места протицала је речица звана "Штитковачко врело". Црква је 1813. године (у време пропасти Првог српског устанка) била порушена, и у таквом стању стојала до 1866. године. По другом извору 1815. године у подметнутом пожару изгорело је цело село, па и школа. Радови на обнови и уређењу трајали су између 1866-1873. године. За време тадашњег пароха, поп Симе Чакаревића храм је сасвим довршен. Али та богомоља је веома сиромашна, нарочито у црквеним утварима.
У месту је 1899. године било 33 куће. Биле су то раштркане зграде, са двоје врата, махом брвнаре покривене шиндром и сламом. Црквену општину Штитково чинило је шест околних села, под председништвом газде Василија Чкоњовића. Тада је поп Алекса Чакаревић био месни парох.
Године 1899. умро је месни трговац Василе Васа Чкоњовић, који је био 25 година црквени тутор. Он је са попом Алексом Чакаревићем и његовим братанцем Чедомиром Чакаревићем- тада младим учитељем, ишао августа 1887. године у Нову Варош, да код кајмакама израде дозволу за српску школу. У једној изнајмљеној кући је 10. септембра 1887. године Чедо Чакаревић отворио школу, а уписало се одмах 16 ђака. У тој кући радила је школа све до 1891. године. За те четири године, учитељ је од плате (коју није присвајао) уштедео да се направи нова школска зграда. Несебични учитељ је затим сам, без ичије помоћи а на својој земљи подигао 1891. године зграду 12 метара дугу а 10 метара широку. Била је то школска зграда на два спрата, са шест одељења и ходником. Изузетни педагог је ту зграду онда бесплатно уступио сеоској општини за школу. Тако је требало да буде све док општина сама не скупи средстава и направи школу. Косовски валија је октобра 1892. године звао учитеља Чеду у Скопље, по "русат наму" (царску дозволу). Тај учитељ је остао и даље, након 11 година учитељ (1899), а прве школске године учио је 47 ђака свих разреда.
Нова школска зграда и споменик ратницима су подигнути 1938.

## Демографија
У насељу Штитково живи 111 пунолетних становника, а просечна старост становништва износи 47,7 година (46,9 код мушкараца и 48,5 код жена). У насељу има 42 домаћинства, а просечан број чланова по домаћинству је 3,10.
Ово насеље је великим делом насељено Србима (према попису из 2002. године), а у последња три пописа, примећен је пад у броју становника.
|  |

| Демографија | Демографија | Демографија |
| Година      | Становника  | Становника  |
| ----------- | ----------- | ----------- |
| 1948.       | 404         |             |
| 1953.       | 423         |             |
| 1961.       | 380         |             |
| 1971.       | 312         |             |
| 1981.       | 238         |             |
| 1991.       | 172         | 172         |
| 2002.       | 130         | 130         |

| Етнички састав према попису из 2002.‍ | Етнички састав према попису из 2002.‍ | Етнички састав према попису из 2002.‍ | Етнички састав према попису из 2002.‍ | Етнички састав према попису из 2002.‍ |
| ------------------------------------ | ------------------------------------ | ------------------------------------ | ------------------------------------ | ------------------------------------ |
|                                      |                                      |                                      |                                      |                                      |
| Срби                                 | Срби                                 |                                      | 129                                  | 99,23%                               |
| непознато                            | непознато                            |                                      | 0                                    | 0,0%                                 |

| Година пописа     | 1948. | 1953. | 1961. | 1971. | 1981. | 1991. | 2002. |
| ----------------- | ----- | ----- | ----- | ----- | ----- | ----- | ----- |
| Број домаћинстава | 51    | 59    | 63    | 65    | 62    | 53    | 42    |

| Број чланова      | 1 | 2  | 3 | 4 | 5 | 6 | 7 | 8 | 9 | 10 и више | Просек |
| ----------------- | - | -- | - | - | - | - | - | - | - | --------- | ------ |
| Број домаћинстава | 7 | 15 | 6 | 4 | 2 | 7 | 1 | 0 | 0 | 0         | 3,10   |

| Пол    | Укупно | Неожењен/Неудата | Ожењен/Удата | Удовац/Удовица | Разведен/Разведена | Непознато |
| ------ | ------ | ---------------- | ------------ | -------------- | ------------------ | --------- |
| Мушки  | 64     | 22               | 37           | 3              | 2                  | 0         |
| Женски | 54     | 6                | 37           | 11             | 0                  | 0         |
| УКУПНО | 118    | 28               | 74           | 14             | 2                  | 0         |

| Пол    | Укупно                    | Пољопривреда, лов и шумарство | Рибарство                            | Вађење руде и камена | Прерађивачка индустрија       |
| ------ | ------------------------- | ----------------------------- | ------------------------------------ | -------------------- | ----------------------------- |
| Мушки  | 37                        | 33                            | 0                                    | 0                    | 0                             |
| Женски | 16                        | 16                            | 0                                    | 0                    | 0                             |
| УКУПНО | 53                        | 49                            | 0                                    | 0                    | 0                             |
| Пол    | Производња и снабдевање   | Грађевинарство                | Трговина                             | Хотели и ресторани   | Саобраћај, складиштење и везе |
| Мушки  | 0                         | 0                             | 1                                    | 0                    | 0                             |
| Женски | 0                         | 0                             | 0                                    | 0                    | 0                             |
| УКУПНО | 0                         | 0                             | 1                                    | 0                    | 0                             |
| Пол    | Финансијско посредовање   | Некретнине                    | Државна управа и одбрана             | Образовање           | Здравствени и социјални рад   |
| Мушки  | 0                         | 0                             | 0                                    | 3                    | 0                             |
| Женски | 0                         | 0                             | 0                                    | 0                    | 0                             |
| УКУПНО | 0                         | 0                             | 0                                    | 3                    | 0                             |
| Пол    | Остале услужне активности | Приватна домаћинства          | Екстериторијалне организације и тела | Непознато            | Непознато                     |
| Мушки  | 0                         | 0                             | 0                                    | 0                    | 0                             |
| Женски | 0                         | 0                             | 0                                    | 0                    | 0                             |
| УКУПНО | 0                         | 0                             | 0                                    | 0                    | 0                             |